# Orthocricus arboreus
Orthocricus arboreus är en mångfotingart som först beskrevs av Henri Saussure 1859.  Orthocricus arboreus ingår i släktet Orthocricus och familjen Rhinocricidae. Inga underarter finns listade i Catalogue of Life.